# Friidrott vid allafrikanska spelen 1995
De sjätte allafrikanska spelen genomfördes i augusti 1995 i Harare, Zimbabwe.
Damernas tävlingar utökades med tre nya grenar: 5 000 meter, maraton och tresteg.
Diskuskastaren Adewale Olukoju och Mary Onyali, båda från Nigeria, blev de första att vinna fyra individuella guld i spelen.  Onyali vann sprinterdistanserna 100 och 200 meter medan kenyanen Josphat Machuka klarade dubbeln på långdistanserna 5 000 och 10 000 meter. Dessutom tog Nigeria hem tre av de fyra stafetterna – Ghana tog hem den fjärde.

## Resultat, friidrott

### Herrar
100 meter

1 Davidson Ezinwa,  Nigeria, 10,24

2 Emmanuel Tuffour,  Ghana, 10,28

3 Osmond Ezinwa,  Nigeria, 10,31

200 meter

1 Sunday Bada,  Nigeria, 20,28

2 Emmanuel Tuffour,  Ghana, 20,29

3 Joseph Gikonyo, Kenya, 20,80

400 meter 

1 Samson Kitur,  Kenya, 44,36

2 Sunday Bada,  Nigeria, 45,03

3 Jude Monye,  Nigeria, 45,17

800 meter

1 Arthémon Hatungimana,  Burundi, 1.47,42

2 Vincent Malakwen,  Kenya, 1.47,43

3 Savieri Ngidhi,  Zimbabwe, 1.47,61

1 500 meter

1 Vincent Malakwen,  Kenya, 3.40,11

2 Reuben Chesang,  Kenya, 3.40,66

3 Julius Achon,  Uganda, 3.40,83

5 000 meter

1 Josphat Machuka,  Kenya, 13.31,11

2 Habte Jifar, Etiopien,  13.45,11

3 Ayele Mezegebu, Etiopien, 13.46,02

10 000 meter

1 Josphat Machuka , Kenya, 28.03,6

2 Habte Jifar, Etiopien,  28.26,3

3 Paul Koech,  Kenya, 28.28,8

Maraton

1 Nicolas Nyengerai,  Zimbabwe, 2:20.08

2 Honest Mutsairo,  Zimbabwe, 2:20.15

3 Simon Bisiligilwa,  Tanzania, 2:20.21

3 000 meter hinder

1 Bernard Barmasai,  Kenya, 8.27,15

2 Gideon Chirchir,  Kenya, 8.29,17

3 Eliud Barngetuny,  Kenya, 8.34,57

110 meter häck

1 William Erese,  Nigeria, 13,73

2 Kehinde Aladefa,  Nigeria, 13,79

3 Moses Oyiki,  Nigeria, 13,84

400 meter häck

1 Ibou Faye,  Senegal, 49,12

2 Gideon Biwott,  Kenya, 49,19

3 Julius Masvanhise,  Zimbabwe, 49,86

Höjdhopp

1 Pierre Vorster,  Sydafrika, 2,22

2 Anthony Idiata,  Nigeria, 2,19
 
2 Khemraj Naiko,  Mauritius, 2,19

Stavhopp

1 Okkert Brits, Sydafrika,  5,50

2 Kersley Gardenne,  Mauritius, 5,20

3 Sameh Hassan Farid,  Egypten, 4,80

3  Rafik Mefti,  Algeriet, 4,80

Längdhopp

1 Cheikh Touré, Senegal, 8,10

2 Andrew Owusu, Ghana, 8,01

3 Jacob Katonon,  Kenya, 7,80

Tresteg

1 Jacob Katonon,  Kenya, 16,93

2 Mohamed Karim Sassi, Tunisien,  16,75

3 Ndabazinhle Mdhlongwa,  Zimbabwe, 16,60

Kula

1 Henk Booysen, Sydafrika,  18,80

2 Chima Ugwu,  Nigeria, 18,55

3 Jaco Snyman, Sydafrika 18,44

Diskus

1 Adewale Olukoju,  Nigeria, 61,68

2 Mickael Conjungo, Centralafrikanska republiken, 58,94

3 Frits Potgieter, Sydafrika,  58,54

Slägga

1 Hakim Toumi,  Algeriet, 67,12

2 Sherif Farouk El Hennawi,  Egypten, 66,68

3 Mohamed Karim Horchani,  Tunisien, 65,78

Spjut

1 Pius Bazighe,  Nigeria, 77,56

2 Phillip Spies, Sydafrika,  76,24

3 Louis Fouché, Sydafrika,  75,04

Tiokamp

1 Danie van Wyk, Sydafrika, 7 339

2 Anis Riahi,  Tunisien, 7 165

3 Sid Ali Sabour,  Algeriet, 6 986

Gång 20 km landsväg

1Chris Britz, Sydafrika,  1:28.06

2 David Kimutai,  Kenya, 1:31.02

3 Shemsu Hassan, Etiopien,  1:32.03

4 x 100 meter

1 Ghana, 39,12

2 Sierra Leone, 39,51

3 Elfenbenskusten, 39,61

4 x 400 meter

1 Nigeria, 3.01,63

2 Kenya, 3.03,11

3 Sydafrika, 3.03,65

### Damer
100 meter

1 Mary Onyali,  Nigeria, 11,18

2 Christy Opara-Thompson,  Nigeria, 11,35

3 Mary Tombiri,  Nigeria, 11,40

200 meter

1 Mary Onyali,  Nigeria, 22,75

2 Calister Uba,  Nigeria, 23,42

3 Kate Iheagwam,  Nigeria, 23,77

400 meter

1 Fatima Yusuf,  Nigeria, 49,43

2 Falilat Ogunkoya,  Nigeria, 50,31

3 Olabisi Afolabi,  Nigeria, 51,53

800 meter

1 Maria de Lurdes Mutola,  Moçambique, 1.56,99

2 Tina Paulino,  Moçambique, 2.01,07

3 Kutre Dulecha, Etiopien,  2.02,26

1 500 meter

1 Kutre Dulecha, Etiopien,  4.18,32

2 Julia Sakara,  Zimbabwe, 4.21,10

3 Genet Gebregiorgis, Etiopien,  4.21,94

5 000 meter

1 Rose Cheruiyot,  Kenya, 15.37,9

2 Ayelech Worku, Etiopien,  15.48,3

3 Lydia Cheromei,  Kenya, 15.52,6

10 000 meter

1 Sally Barsosio,  Kenya, 32.22,26

2 Delillah Asiago,  Kenya, 32.56,12

3 Gete Wami, Etiopien,  33.17,96

Maraton

1 Jowaine Parrott, Sydafrika,  2:55.09

2 Emebet Abosa, Etiopien,  3:01.53

3 Elfenesh Alemu, Etiopien,  3:08.43

100 meter häck

1 Taiwo Aladefa,  Nigeria, 12,98

2 Angela Atede,  Nigeria, 13,01

3 Ime Akpan,  Nigeria, 13,09

400 meter häck

1 Omolade Akinremi,  Nigeria, 56,1

2 Karen van der Veen, Sydafrika,  57,0

3 Lana Uys, Sydafrika,  57,6

Höjdhopp

1 Hestrie Storbeck, Sydafrika,  1,85

2 Irène Tiendrébéogo,  Burkina Faso, 1,75

3 Madeleine Joubert,  Namibia, 1,70

Längdhopp

1 Eunice Barber,  Sierra Leone, 6,70w

2 Sanet Fouché, Sydafrika,  6,45

3 Patience Itanyi,  Nigeria, 6,39

Tresteg

1 Rosa Collins-Okah,  Nigeria, 13,80

2 Abiola Williams,  Nigeria, 13,12

3 Eunice Basweti,  Kenya, 12,86

Kula

1 Hanan Ahmed Khaled,  Egypten, 15,29

2 Wafa Ismail El Baghdadi,  Egypten, 14,76

3 Beatrix Steenberg, Sydafrika,  14,71

Diskus

1 Monia Kari,  Tunisien,  54,26

2 Rhona Dwinger, Sydafrika,  49,84

3 Caroline Fournier,  Mauritius, 45,12

Spjut

1 Rhona Dwinger, Sydafrika,  55,98

2 Fatma Zouhour Toumi,  Tunisien, 50,04

3 Bernadette Perrine,  Mauritius, 48,98

Sjukamp

1 Oluchi Elechi,  Nigeria, 5 609

2 Maralize Visser, Sydafrika,  5 436

3 Caroline Kola,  Kenya,  5 248

Gång 5 000 meter bana

1 Dounia Kara,  Algeriet, 23.59,4

2 Nagwa Ibrahim Ali,  Egypten, 24.25,3

3 Gete Komar, Etiopien, 24.25,7

4 x 100 meter

1 Nigeria, 43,43

2 Ghana, 44,44

3 Zimbabwe, 45,74

4 x 400 meter

1 Nigeria, 3.27,51

2  Sydafrika, 3.33,68

3 Ghana, 3.35,67

| Medaljfördelning |                 |      |        |       |        |
| Plats            | Land            | Guld | Silver | Brons | Totalt |
| 1                | Nigeria         | 15   | 9      | 8     | 32     |
| 2                | Kenya           | 8    | 7      | 7     | 22     |
| 3                | Sydafrika       | 8    | 6      | 6     | 20     |
| 4                | Algeriet        | 2    | 0      | 1     | 3      |
| 5                | Senegal         | 2    | 0      | 0     | 2      |
| 6                | Etiopien        | 1    | 4      | 7     | 12     |
| 7                | Ghana           | 1    | 4      | 1     | 6      |
| 8                | Egypten         | 1    | 3      | 1     | 5      |
|                  | Tunisien        | 1    | 3      | 1     | 5      |
| 10               | Zimbabwe        | 1    | 2      | 4     | 7      |
| 11               | Moçambique      | 1    | 1      | 0     | 2      |
|                  | Sierra Leone    | 1    | 1      | 0     | 2      |
| 13               | Burundi         | 1    | 0      | 0     | 1      |
| 14               | Mauritius       | 0    | 1      | 2     | 3      |
| 15               | Burkina Faso    | 0    | 1      | 0     | 1      |
| 16               | Elfenbenskusten | 0    | 0      | 1     | 1      |
|                  | Namibia         | 0    | 0      | 1     | 1      |
| 16               | Tanzania        | 0    | 0      | 1     | 1      |
|                  | Uganda          | 0    | 0      | 1     | 1      |